# Орапа Юнайтед
Футбольний клуб Орапа Юнайтед або просто «Орапа Юнайтед» (англ. Orapa United Football Club) — ботсванський футбольний клуб з міста Селебі-Пхікве. Один з наймолодших та найсильніших футбольних клубів країни.

## Історія
До 2010 року в місті Орапа існувало аж п'ять футбольних клубів. БЮКС, Уондерерз, Болеті—виступали у північній зоні Першого дивізіону, Уайт Даймондз та Шеллоуз—у змаганнях під егідою Федерації футболу провінції Болеті. Така ситуація призводила до того, що місто до цих пір не мало свого представника у Прем'єр-лізі. До того ж у команд не було стабільного фінансування, були розпорошені кадрові ресурси, виникла нездорова конкуренція між клубами з одного міста. Ситуація ускладнювалася ще й тим, що практично всі команди міста використовували свої власні ресурси, тобто, як правило, членські внески, розміри яких постійно доводилося збільшувати, що у свою чергу приводило до того, що клуби поступово, але постійно втрачали своїх членів. Іншими проблемами команд була безгосподарність та невиконання посадовими особами клубів своїх безпосередніх обов'язків. Як наслідок—жоден з клубів не лише був нездатний вийти до Прем'єр-ліги, а й нормально виступати у Першому дивізіоні національного чемпіонату. (До всіх вище перерахованих проблем додавалося й те, що провідні гравці клубів постійно покидали команду).
Така ситуація викликала глибоке занепокоєння міської громади. Отже, в жовтні 2010 року виникла ідея об'єднати окремі клуби міста в єдиний з метою створення єдиного потужного конкурентоспроможного клубу. На початку червня 2011 року створення нового клубу було остаточно завершене і він розпочав свої виступи у футбольних змаганнях Ботсвани. 
В сезоні 2012/13 років команда виграє золоті медалі у північній зоні Першого дивізіону національного чемпіонату.  У сезоні 2013/14 років команда дебютувала у Прем'єр-лізі та посіла 13-те місце. В сезоні 2014/15 років команда завоювала срібні нагороди Прем'єр-ліги. А в сезоні 2015/16 років команда завоювала бронзові нагороди національного чемпіонату.

## Досягнення
- Прем'єр-ліга
  -  Срібний призер (1): 2014/15
  -  Бронзовий призер (1): 2015/16

- Перший дивізіон Чемпіонату Ботсвани з футболу (зона «Північ»)
  -  Чемпіон (1): 2012/13

- Маском Топ-8 Кап
  -  Володар (1): 2016